# Legião Húngara

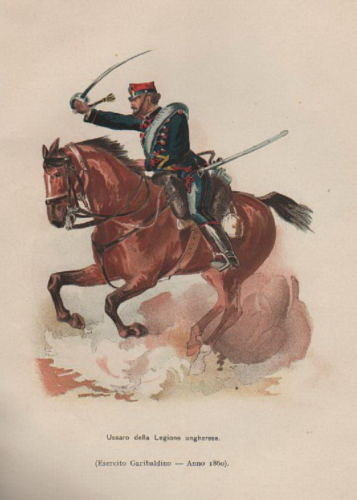
Um hussardo da Legião Húngara em uma gravura do século XIX

A Legião Húngara foi uma unidade militar de cavalaria criada por Giuseppe Garibaldi, parte do Exército Meridional garibaldino, ativa entre 1860 e 1867.
Foi assim chamada porque era formada por exilados e soldados húngaros que já haviam lutado ao lado de outras formações garibaldianas durante o Risorgimento, como Stefano Turr.

## História
Turr, em 1859, durante a Segunda Guerra de Independência Italiana, promoveu a deserção de um certo número de soldados húngaros do exército dos Habsburgos que passaram para o lado dos Caçadores dos Alpes.
Formada na Sicília, na cidade de Palermo, em 16 de julho de 1860, contava inicialmente com 50 homens que se tornaram um grande grupo de 500 voluntários comandados pelo Coronel Brigadeiro Nándor Éber (1825-1885) (por isso também chamada de Brigada "Eber", que na realidade incluía todos os combatentes estrangeiros), correspondente do jornal The Times com cidadania inglesa, e pelo Tenente-Coronel Lajos Tukory, que morreu em Palermo em 29 de maio de 1860. Passada para o comando de Turr, que naqueles meses se tornara governador de Nápoles, foi usada para reprimir surtos de revolta na província de Avellino, até o plebiscito. Turr foi dispensado em dezembro de 1861, enquanto Eber deixou a Itália em outubro de 1860.
Incorporada ao exército de Saboia após a unificação da Itália como "Legião Auxiliar Húngara" (1.400 homens sob o comando do Coronel Mogyoròdy), foi empregada no combate ao banditismo italiano pós-unificação na província de Terra di Lavoro, em particular entre abril de 1861 e agosto de 1862 e, posteriormente, de outubro de 1865 a junho de 1866. Desempenhou um papel em alguns eventos sangrentos, como o massacre de Auletta e a revolta de Montefalcione. Permaneceu ativa até 1867.